# Гепнарова, Ольга
О́льга Ге́пнарова (чеш. Olga Hepnarová; 30 июня 1951, Прага — 12 марта 1975, там же) — чехословацкая преступница, убившая 10 июля 1973 года 8 человек и ставшая последней женщиной, казнённой в Чехословакии.

## Биография
Ольга Гепнарова родилась в 1951 году в Праге, её отец Антонин был банковским служащим, мать Анна — врачом-стоматологом. Ольга была вторым ребёнком в семье, сестра Ева родилась в 1949 году. Уже в довольно раннем возрасте у Гепнаровой были проблемы с психикой. По её словам, в школе она являлась объектом постоянных насмешек и издевательств. Совершала побеги из дома. В 1964 году она попыталась совершить самоубийство, отравившись таблетками, и была помещена в детскую психиатрическую больницу в Опаржанах, где провела около года.
В школе училась, в основном, на оценки «Удовлетворительно» и «Хорошо». Но, несмотря на успеваемость, аттестат зрелости Ольга Гепнарова не получила по личным качествам. После окончания школы она работала водителем грузовика.

### Попытка поджога дома
Ночью с 6 на 7 августа 1970 года Гепнарова отправилась в деревню Заброди, расположенную в 6 км от Находа, где с помощью бензина и старых газет попыталась поджечь дом, принадлежавший её отцу. Однако проживавшая в доме супружеская пара проснулась и сумела потушить огонь. В совершении преступления подозревали сестру Ольги, также находившуюся в доме (о чём Ольга не знала), затем её отца, но в конце концов дело было закрыто. Ольга сама сообщила о нём во время психиатрической экспертизы в ноябре 1973 года. В качестве мотива поджога она назвала постоянные конфликты в её семье по поводу этого дома: мать считала, что отец вкладывает слишком большие средства в его перестройку и настаивала на его продаже; Ольга стремилась таким образом отомстить отцу.

## Убийство
10 июля 1973 года Ольга Гепнарова направила грузовик на группу из примерно 25 человек, ожидавших трамвай на улице Защитников мира в Праге (сейчас она называется «улица Милады Гораковой»). Три человека погибли на месте, трое умерли в тот же день, одна женщина скончалась через 2 дня, и ещё одна — более чем через 3 месяца. 12 человек были ранены. Убийство было совершено хладнокровно. Когда Ольга подъехала к остановке, она увидела, что людей было довольно мало — трамвай отошёл недавно. Поэтому она отъехала и вернулась, когда количество людей увеличилось.

### Жертвы
Список погибших с датами рождения:
1. Винценц С., 15.04.1907 (66 лет)
2. Франтишка Г., 16.09.1894 (78 лет)
3. Франтишек Й., 01.07.1902 (71 год)
4. Эдуард Д., 12.05.1913 (60 лет)
5. Божена Ч., 14.05.1894 (79 лет)
6. Эмилия Ш., 11.03.1906 (67 лет)
7. Блажена В., 12.04.1908 (65 лет, умерла 12.07.1973)
8. Мария П., 07.04.1902 (71 год, умерла 27.10.1973)

### Письмо
Перед убийством Ольга отправила в редакции двух газет письма, где объясняла, что её действия являются возмездием за ненависть по отношению к ней со стороны её семьи и остального мира.

Уважаемые господа!
Прошу вас считать это письмо документом. Он был написан в защиту моих действий от неуважения и насмешки, а также в качестве доказательства, что я человек, действующий в пределах психической нормы.<…>
Сегодня, 8 июля, я угоню автобус и на полной скорости въеду в толпу людей. Это произойдёт, вероятно, в Праге 7 у ПКОЮФ.
Поправка: машина будет служебной автоцистерной 706R, место случайное, дата тоже.
Я причиню смерть нескольким людям. Буду судима и наказана.
И вот моя исповедь (если я не верю в священников и докторов, я всё ещё верю, что найдётся хотя бы один честный журналист).
До тринадцати лет я росла в когтях т. н. хорошей семьи. Меня избивали и мучили — была игрушкой взрослых и жертвой школьников (и навсегда аутсайдером среди сверстников). У меня есть прозвища: МЕГЕРА, МУМИЯ, ТАРЗАН, НАДЛОМАННЫЙ АНГЕЛ, КАМЕННЫЙ ЦВЕТОК, СПЯЩАЯ ДЕВА, НАШ ЛЮБИМЧИК и т. д. Мои мучители безжалостны. Я — уродливый член стада и паршивая овца семьи. Насколько мне хватает памяти — я была одиночкой. У меня нет друзей и никогда не будет. Впадаю в отчаяние и как следствие: побеги. Побеги из школы, из дома, из жизни<…>
…Моё положение хуже, чем у американского негра. Почему? Потому что я одинока. Тысячекратно я была линчёвана. <…> Я уничтоженный человек. Человек, уничтоженный людьми. Передо мной стоит выбор: убить себя, или убить других. Моё решение таково: ОТОМСТИТЬ СВОИМ НЕНАВИСТНИКАМ. Если бы я ушла как неизвестный самоубийца, это было бы для вас слишком легко.
По той причине, что общество настолько гордо, что не способно осудить себя само, его судят в частном порядке, иногда оно бывает наказано, иногда только шокировано.
Мой вердикт таков: я, Ольга Гепнарова, жертва вашего зверства, приговариваю вас к смертной казни через наезд и провозглашаю, что моя жизнь стоит множества других. Acta, non verba
Оригинальный текст (чешск.)Vážení,
prosím abyste přijali tento list jako dokument. Byl napsán na obranu proti případnému znevážení a zesměšnění mého činu, také jako poukázání na to, že jsem člověk pohybující se dosud v mezích duševní normy.<…>
Dnes, dne 8.7., ukradnu autobus a plnou rychlostí vjedu do davu lidí. Stane se to pravděpodobně v Praze 7 u PKOJF.
Oprava: vůz bude služební 706R cisterna, místo libovolné a datum též.
Zaviním smrt x lidí. Budu souzena a potrestána.
A toto je má zpověď (nevěřím-li v kněze ani v lékaře, stále ještě věřím, že se najde aspoň jeden poctivý novinář)
Do třinácti let vyrůstám v pařátech tzv. dobré rodiny. Jsem bita a týrána - hračka dospělých a oběť školních dětí (a navždy už outsider mezi vrstevníky). Mám přezdívky: DRAČICE, MUMIE, TARZAN, NALOMENÝ ANDĚL, KAMENNÝ KVÍTEK, SPÍCÍ PANNA, NÁŠ MILÁČEK a pod. Moji trapiči jsou nemilosrdní. Jsem zrůdný člen stáda a černá ovce rodiny. Pokud má paměť sahá jsem osamělá. Nemám přátele a nikdy mít nebudu. Upadám v zoufalství a výsledek: útěky. Útěky ze školy, z domova, ze života<…>
Jsem v horším postavení než americký černoch. Proč? Protože jsem sama. Tisíckrát jsem byla lynčována.<…>Jsem zničený člověk. Člověk zničený lidmi. Mám tedy na vybranou: zabít sebe, nebo zabít druhé. A rozhoduji se takto: OPLATIT SVÝM NENÁVISTNÍKŮM. Kdybych odešla jako neznámý sebevrah, bylo by to pro vás příliš laciné.
A protože společnost je tak velký suverén, že není schopna sama sebe odsoudit, bývá souzena soukromě, někdy je potrestána, někdy jen šokována.

Můj rozsudek zní: Já, Olga Hepnarová, oběť vaší bestiality, odsuzuji vás k trestu smrti  přejetím a prohlašuji, že za můj život je x lidí málo. Acta, non verba

Из-за медлительности почты письма были доставлены лишь спустя два дня после убийства.

## Суд и казнь
Во время следствия Гепнарова была признана вменяемой, не проявила никакого раскаяния в своих действиях и заявила, что её целью было убить как можно больше людей. Несмотря на то, что Ольга Гепнарова являлась сугубо гражданским лицом, она была отправлена под трибунал и ей было запрещено сотрудничать с адвокатом. 6 апреля 1974 года она была приговорена к смертной казни. Приговор был подтверждён Уголовным Трибуналом Чешской СР, а затем Верховным Трибуналом ЧССР. 3 марта 1975 года исполняющий обязанности президента республики Генеральный секретарь ЦК КПЧ Густав Гусак (по другим данным — премьер-министр ЧССР Любомир Штроугал) отклонил прошение матери Ольги о помиловании, в результате чего последняя была оштрафована, а затем уволена с работы. 12 марта Ольга Гепнарова была повешена в пражской тюрьме Панкрац. Смерть была констатирована в 6 часов 40 минут утра. Писатель Богумил Грабал привёл в одной из книг («Ponorné říčky» («Подземная речка»), 1991 год) рассказ палача, согласно которому перед самой казнью Ольга упала и отказывалась вставать и её пришлось затаскивать на виселицу; уже в петле она сопротивлялась и пыталась бороться с палачом. Сведения из этого рассказа приводятся во многих источниках о Гепнаровой в качестве фактов, однако его достоверность крайне сомнительна: в официальном отчёте о казни Гепнаровой отсутствуют упоминания о каких-либо подобных инцидентах. Эта история, по-видимому, является художественным вымыслом Грабала: в той же книге содержится рассказ о казни другого чешского преступника, противоречащий известным фактам.
Интересно, что улица, где Ольга Гепнарова совершила своё преступление, теперь называется именем Милады Гораковой — другой женщины, повешенной в Панкраце за 25 лет до неё (по сфабрикованному обвинению после политического процесса).

## В кинематографе
В 2016 году состоялась премьера фильма «Я, Ольга Гепнарова» (чеш. Já, Olga Hepnarová) режиссёров Томаша Вейнреба и Петра Казды. Роль Гепнаровой исполняет польская актриса Михалина Ольшанская.